# Golpe de Estado no Marrocos em 1972
A tentativa de golpe de Estado no Marrocos em 1972 (também: Golpe dos Aviadores ou Operação Buraq) foi uma tentativa frustrada de assassinar o rei Hassan II de Marrocos em 16 de agosto de 1972. Este golpe acontece 13 meses após o fracassado Golpe de Estado de Skhirat, realizado em 10 de julho de 1971.
A tentativa foi orquestrada pelo general Mohamed Oufkir, um conselheiro próximo do rei Hassan, auxiliado por Mohamed Amekrane, comandante da base da força aérea marroquina em Kenitra. Em 16 de Agosto, quatro jatos Northrop F-5, sob as ordens de Oufkir, interceptaram o Boeing 727 de Hassan, uma vez que retornava da França. Segundo consta, o rei Hassan (ele próprio um piloto), pegou o rádio e disse aos pilotos rebeldes: "Parem de disparar! O tirano está morto!". Enganados, os pilotos rebeldes interromperam seu ataque.
O avião de Hassan pousou em segurança no aeroporto de Rabat, que foi metralhado por aviões da força aérea, matando oito pessoas e ferindo 40.  A Base Aérea de Kenitra, de onde a maioria dos oficiais da força aérea rebeldes eram provenientes, foi cercada e centenas foram presos.
Oufkir foi encontrado morto com múltiplos ferimentos de bala, mais tarde, oficialmente por suicídio.